# 屋簷下的萌美眉
《屋簷下的萌美眉》（おとまりHONEY）是みづきたけひと的日本漫畫作品，於秋田書店漫畫雜誌《Champion RED Ichigo》（チャンピオンRED いちご）VOL.1－2012年VOL.35連載。單行本全5冊，臺灣中文版由東立出版社代理發行。

## 故事簡介
雪野暗戀著同班同學松田，因為想他想到受不了而下定決心來到他家，從2樓窗戶溜進他的房間，高聲向他求情：「求求你！請你讓我住下來！」沒想到雪野進去之後才發現，同班另外3個女同學已經住在松田的房間，而且都已經和松田的父母混得很熟了。雪野為了把她們趕出去，在班會提出「外宿在異性家中是否合適」時，被反問對松田有什麼想法，讓她答不出話，最後還逃離教室。松田因為班會時在打瞌睡，沒注意到雪野是因為他而煩惱，而直接追上雪野，提議她也住進來一起加油。

## 登場人物
雪野（聲優：遠藤綾）
本作女主角。就讀國中3年級，擔任班長。作中並未出現全名，雪野是姓還是名仍未知。給人重視品行的印象，卻因為太喜歡松田而跑到他家，用監視其他3個已經住進來的同班女同學當作理由住進松田房間。身材很好，松田認為她的身材令人難以相信她只有15歲。有妄想傾向，一遇到和松田有關的事就容易失控。
松田（聲優：下野紘）
就讀國3。和雪野一樣全名不詳。沒辦法放著困擾的人不管，在雪野住進來之前就已經收留3個女同學了。雙親對住進來的女同學們並未表示不滿，並免費提供她們吃住。
起初沒注意到雪野喜歡自己，同居久了之後變成互相喜歡的狀態，不過雙方都還沒告白。
工藤皋月（聲優：井上麻里奈）
松田的同居人之一，以捉弄無法坦率表白的雪野為樂。與家族不和而離家出走時被松田收留，但不想對雪野等人詳細說明。作品中並未說明她有沒有和家人連絡。
高山楓（聲優：加藤英美里）
松田的同居人之一。家裡到學校坐電車要2小時，對此感到非常疲憊；松田知道後收留了她，讓她住在自己房間。作品中並未說明她有沒有和家人連絡。
淺川惠里香（聲優：今野宏美）
松田的同居人之一。家裡不能養狗，對此感到不滿而離家出走，和愛犬一起住進松田房間。並未替愛犬準備狗屋，直接將牠養在松田房間內。作品中並未說明她有沒有和家人連絡。
笹中美由紀
雪野、松田的學妹，就讀國2。外表嬌小可愛，擅長料理。向柳川告白後，兩人開始交往。
間宮
雪野、松田班上的女性班導。

## 出版書籍
日文版
1. 2008年6月20日發售 ISBN 978-4-253-23294-4
2. 2009年8月20日發售 ISBN 978-4-253-23295-1
3. 2010年10月20日發售 ISBN 978-4-253-23296-8
4. 2011年11月18日發售 ISBN 978-4-253-23297-5
5. 2013年2月20日發售 ISBN 978-4-253-23298-2

中文版
1. 2009年5月5日發售 ISBN 978-986-10-3458-4
2. 2009年11月20日第1刷發行、2009年11月17日發售 ISBN 978-986-10-3459-1
3. 2011年4月19日發售 ISBN 978-986-10-6671-4
4. 2012年8月2日發售 ISBN 978-986-10-9160-0
5. 2014年1月7日發售 ISBN 978-986-332-390-7